# Igor Igorewitsch Frolow

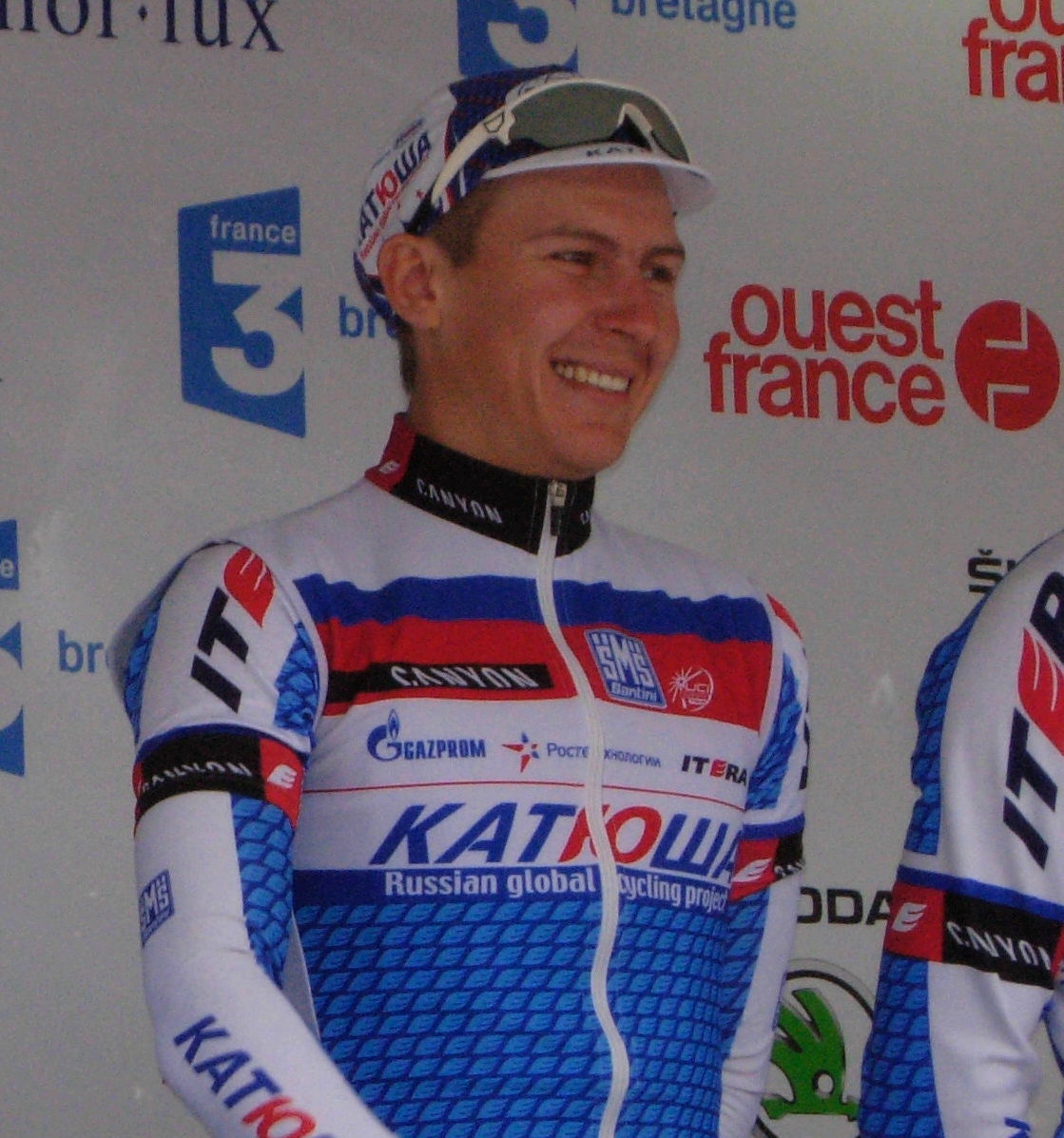
Igor Frolow, 2013

Igor Igorewitsch Frolow (russisch Игорь Игоревич Фролов; * 23. Januar 1990 in Tula) ist ein russischer Straßenradrennfahrer.
Igor Frolow wurde 2009 Etappendritter bei einem Teilstück des Udmurt Republic Stage Race. Im nächsten Jahr gewann er die vierte Etappe beim Carpathian Couriers Path. Außerdem wurde er Dritter beim Kriterium in Anapa und Dritter der Gesamtwertung bei Anapa Mountain. Seit 2011 fährt Frolow für das russische Continental Team Itera-Katusha. In seinem ersten Jahr dort wurde er Etappendritter bei der Tour du Loir-et-Cher. 2019 gewann er das Etappenrennen Grand Prix Sotschi.

## Erfolge
2010
- eine Etappe Carpathian Couriers Path

2015
- Mannschaftszeitfahren Grand Prix of Sochi
- Mannschaftszeitfahren Grand Prix of Adygeya

2021
- Gesamtwertung, Punktewertung und eine Etappe Five Rings of Moscow

## Teams
- 2011 Itera-Katusha
- 2012 Itera-Katusha
- 2013 Itera-Katusha
- 2014 Itera-Katusha
- 2015 Itera-Katusha